# Victor Moritz Goldschmidt
Victor Moritz Goldschmidt (Zúric, Suïssa, 27 de gener de 1888 – Oslo, Noruega, 20 de març de 1947) fou un mineralogista noruec considerat, juntament amb Vladimir Vernadsky, com el fundador de la moderna geoquímica i de la química cristal·logràfica. Desenvolupà la classificació de Goldschmidt dels elements químics.

## Vida
Era l'únic fill del químic austrohongarès Heinrich Goldschmidt (1857-1937) i d'Amelie Koehne. La seva primera formació escolar la rebé a Amsterdam i Heidelberg, i més tard a Oslo, on el seu pare havia aconseguit una plaça de professor a la Universitat d'Oslo el 1900. El 1905 tota la família es nacionalitzaren ciutadans noruecs. A la Universitat s'hi matriculà el 1906 i estudià mineralogia i geologia amb Waldemar C. Brøgger (1851-1940) i química inorgànica i física amb el seu pare i amb Thorstein Hiortdahl (1839-1925). Per la influència i la personalitat inspiradora de Brøgger, aviat s'inicià en la recerca en els camps de la mineralogia i geologia, i emprengué la primera de les recerques sobre metamorfisme. Durant aquests anys, amplià estudis durant l'hivern de 1908-1909 amb Friedrich J.K. Becke a Viena, i passà l'hivern de 1911-1912 amb Paul Heinrich von Groth (1843-1927) a Múnic. Es doctorà a la Universitat d'Oslo el 1911 i el 1914, a l'edat primerenca de vint-i-sis anys, fou nomenat professor i director de l'Institut Mineralògic de la Universitat.
Les investigacions de Goldschmidt en geoquímica les inicià el 1917 quan la deficiència de matèries primeres durant la Primera Guerra Mundial el govern noruec li encarregà estudis sobre els recursos minerals de Noruega. Fou nomenat president de la Comissió de Matèries Primeres i director del Laboratori de Matèries Primeres.

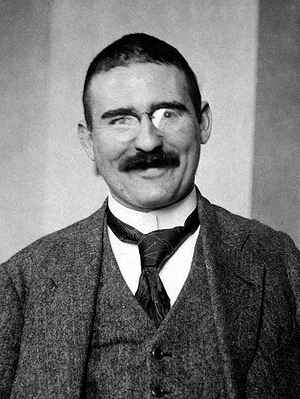
Goldschmit el 1920

El 1929 es traslladà a la Universitat de Göttingen per ocupar la plaça vacant per jubilació d'Otto Miigge i es convertí en director d'un gran institut mineralògic nou que s'organitzà sobre el model del seu laboratori d'Oslo. Allà hi inicià una llarga sèrie d'investigacions geoquímiques sobre els lantanoides. El 1935, davant el creixent antisemitisme nazi, per la seva condició de jueu renuncià a la seva càtedra i retornà a Noruega, recuperant la ciutadania noruega. El 1936 aconseguí la plaça vacant a la Universitat d'Oslo per la mort de Jakob Grubbe Cock Schetelig (1875-1935).
Durant la Segona Guerra Mundial i després de l'ocupació alemanya de Noruega, Goldschmidt fou arrestat dues vegades i l'octubre de 1942 fou enviat a un camp de concentració, essent confiscada tota la seva propietat. A finals de novembre d'aquest any fou deportat a Polònia. Però a l'últim moment, la sentència fou anul·lada i alliberat, aconseguint fugir per la frontera de Suècia. Emigrà a Gran Bretanya a la primavera de 1943 i oferí els seus serveis als aliats. Treballà sota els auspicis del Consell de Recerca Agrícola, passant el primer any a l'Institut Macaulay d'Investigació del Sòl a Aberdeen, i després anà a l'Estació Experimental de Rothamsted on hi romangué fins al seu retorn a Oslo el juny de 1946.
Els anys de patiment durant la guerra li provocaren un greu deteriorament de la seva salut i quan retornà a Noruega patí llargs i greus períodes de malaltia que finalment el conduïren a la mort. Goldschmidt mai es casà.

## Obra

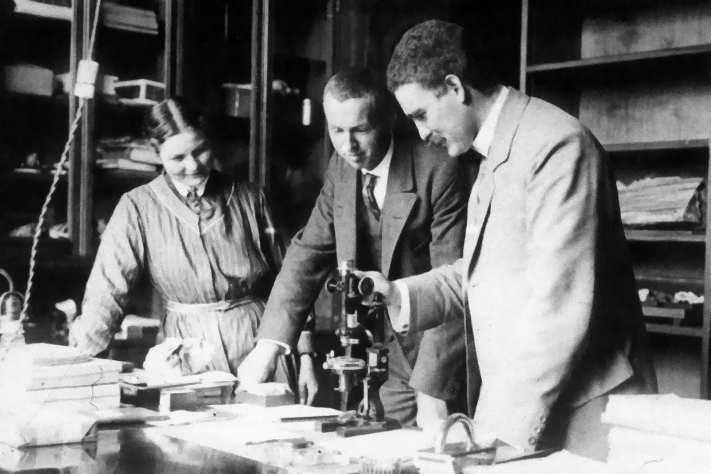
Goldschmit (dreta) el 1915 a un laboratori

A la seva tesi doctoral Die Kontaktmetamorphose im Kristianiagebiet estudià els factors que regeixen les associacions de minerals en roques metamòrfiques de contacte i establí la regla de les fases mineralògica, que diu que el nombre màxim de fases cristal·lines que poden existir en roques en equilibri estable és igual al nombre de components. Goldschmidt continuà aquests estudis fins a mitjan Primera Guerra Mundial, i els culminà amb la publicació de cinc grans tractats amb el títol comú Geologisch-Petrographische Studien im Hochgebirge des südlichen Norwegens, publicats entre 1912 i 1921, que constitueixen la fundació de la geoquímica.

Radis atòmics i iònics

Durant la Primera Guerra Mundial la seva preocupació per la utilització de la ciència en benefici de la societat el dugueren a cercar recursos miners locals per a composts químics prèviament importats, tasques que el portaren a la investigació sobre els factors que regeixen la distribució d'espècies químiques a la natura. La base d'aquest treball geoquímic evolucionà a partir d'estudis de cristal·lografia de raigs X, recentment desenvolupats per Max von Laue, William H. Bragg i William L. Bragg. Goldschmidt i els seus col·laboradors determinaren les estructures cristal·lines de 200 compostos de setanta-cinc elements químics posant la base per a l'elucidació de les lleis de distribució geoquímica. Elaborà les primeres taules de radis atòmics i radis iònics per a molts d'elements, i investigà la substitució d'un element per un altre en cristalls i establí patrons de comportament en aquests processos. Les fórmules complexes de minerals com la turmalina i la mica es podrien explicar pel manteniment de la neutralitat de càrrega dels cations i anions mitjançant substitucions basades principalment en la mida dels ions. Goldschmidt relacionà la duresa dels cristalls amb les seves estructures, càrregues iòniques i distàncies interatòmiques. Aquest extens treball en geoquímica i mineralogia el publicà a les vuit monografies Geochemische Verteilungsgesetze der Elemente (Lleis geoquímiques de distribució dels elements) entre 1923 i 1938, constituint la fundació dels estudis cristal·logràfics en química inorgànica.
A la Universitat de Göttingen inicià investigacions geoquímiques sobre germani, gal·li, escandi, beril·li, els metalls nobles, bor, metalls alcalins, seleni, arsènic, crom, níquel i zinc. Analitzà tant materials terrestres com meteorits. Dissenyà un model de Terra en el qual s'acumulaven elements en diversos dominis geològics sobre les bases de les seves càrregues i mides i les polaritzacions dels seus ions. Els elements sideròfils, postulats a concentrar-se en el nucli líquid metàl·lic de la Terra, inclouen ferro, níquel, or i germani. Els elements litòfils s'enriqueixen a l'escorça de la Terra; el silici, el magnesi, el calci, l'alumini i els alcalins formen part d'aquesta classe. Un tercer grup engloba els elements calcòfils, que s'alien amb sofre, com el plom i el coure. Els elements atmòfils tenen formes gasoses a les temperatures i pressions que es troben a l'atmosfera terrestre i inclouen gasos nobles, nitrogen, oxigen, carboni i hidrogen. Finalment, hi ha les espècies biòfiles, elements que s'incorporen preferentment als éssers vius; carboni, hidrogen, oxigen, nitrogen, vanadi, calci i potassi pertanyen a aquest grup.
A Oslo, per segona vegada, recopilà les seves dades sobre les distribucions còsmiques i terrestres d'elements químics en la novena i última publicació del Verteilungsgesetze i entrà en mineralogia isotòpica considerant les significacions de les composicions isotòpiques d'elements en minerals.

## Honors
Rebé els premis: Fridtjof Nansen Prize, Acadèmia Noruega de les Ciències, 1912; Cavaller de la Reial Orde Noruega de Sant Olaf, 1929, Medalla Wollaston de la Societat Geològica de Londres, 1944.
Fou honrat com a doctor honoris causa per la Universitat de Friburg de Brisgòvia, 1932; per la Universitat d'Utrecht, 1936 i per la Universitat d'Aberdeen, 1944.
Fou membre de les acadèmies: Reial Acadèmia Noruega de les Ciències, 1914 (membre); Reial Acadèmia Sueca de Ciències, 1929 (membre estranger); Acadèmia Danesa de les Ciències, 1928 (membre estranger); Reial Acadèmia Sueca d'Enginyeria, 1921 (membre estranger); Regia Accademia dei Lincei, Roma, 1929 (membre estranger); Gesellschaft der Wissenschaften, Gottingen, 1929 (member); Akademie der Wissenschafien, Viena, 1930 (membre estranger); Acadèmia de Ciències de la URSS, 1926 (membre estranger); Royal Society of London, 1943 (membre estranger); Royal Society of Science, Uppsala, 1940 (membre estranger); Royal Society of Physiography, Lund, 1924 (membre estranger) i Academy of Sciences, Halle, 1927 (membre estranger).